# Pseudotatia parva
Pseudotatia parva  es una especie de pez actinopeterigio de agua dulce, la única del género monotípico Pseudotatia de la familia de los auqueniptéridos.

## Hábitat
Es una especie de agua dulce y de clima tropical, de hábitat tipo demersal.

## Distribución geográfica
Se encuentran en ríos de América del Sur, en la  cuenca del río San Francisco (Brasil).